# Căldură latentă de vaporizare
Căldura latentă de vaporizare este cantitatea de căldură necesară unei substanțe în transformarea termodinamică de vaporizare,  adică de trecere din fază lichidă în fază de vapori.
Valoarea căldurii latente de vaporizare depinde natura substanței, presiune și temperatură. La vaporizarea prin fierbere presiunea și temperatura sunt legate între ele conform curbei de saturație a substanței respective.
Valorile căldurii latente de vaporizare se obțin prin măsurători experimentale și se găsesc în bibliografia de specialitate.